# Royaume de Dalmatie
1815–1918
Entités précédentes :
- Empire français : 
 Provinces illyriennes

Entités suivantes :
- État des Slovènes, Croates et Serbes
- Royaume d'Italie

Le royaume de Dalmatie (en croate : Kraljevina Dalmacija ; en italien : Regno di Dalmazia ; en allemand : Königreich Dalmatien) est une ancienne division administrative de l'empire d'Autriche (1815-1867) puis de l'Autriche au sein de l'Autriche-Hongrie (1867-1918), sur la côte orientale de la mer Adriatique. Le futur royaume de Dalmatie a fait durant six siècles partie du Stato da Màr vénitien, comprenant l'ancien provéditorat général de Dalmatie-Albanie et l'ancienne république de Raguse, avec toutes les îles de l'Adriatique à l'exception de Cherso et de Veglia rattachées à la marche d'Istrie. Créé en 1815 par le congrès de Vienne, le royaume de Dalmatie est dissout en 1918 lors de la dislocation de l'Autriche-Hongrie, et son territoire est englobé dans l'État des Slovènes, Croates et Serbes, à l'exception de la capitale Zara (aujourd'hui Zadar) et des îles Cherso et Lesina annexées par l'Italie.

## Histoire

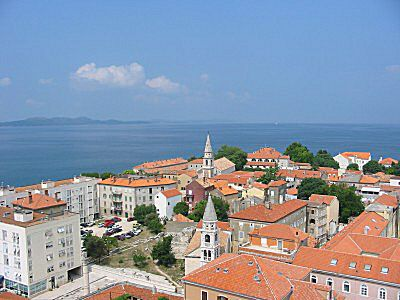
Vue de Zara / Zadar.

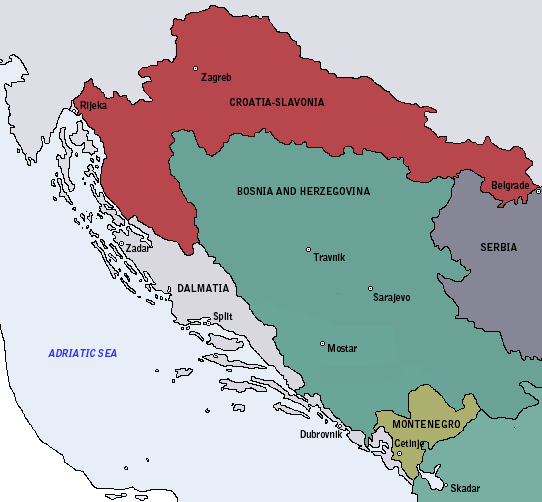
Carte de 1885 de la Dalmatie (gris clair, autrichienne), de la Croatie-Slavonie (rouge sombre, hongroise) et de la Bosnie-Herzégovine (vert sombre, ottomane).

Après l'occupation de la république de Venise par les troupes napoléoniennes en 1797, la Dalmatie devient une première fois autrichienne par le traité de Campo-Formio signé le 18 octobre 1797. Les nouveaux domaines des Habsbourg s'étendent jusqu'aux bouches de Cattaro et à Spizza / Spitz au sud, mais sans la cité-État de Raguse (aujourd'hui Dubrovnik) qui garde alors son indépendance. 
Après la guerre de la Troisième Coalition et le traité de Presbourg conclu le 26 décembre 1805, les Habsbourg perdent la Dalmatie au profit des provinces illyriennes de l'Empire napoléonien, qui incluent aussi Raguse. Au congrès de Vienne en 1815, la Dalmatie, Raguse comprise, devient une seconde fois autrichienne et le reste durant 103 ans jusqu'en 1918.
Le nouveau royaume de Dalmatie comprend la côte Adriatique depuis Carlopago et l'île de Rabe au nord jusqu'à Spitz / Spizza (aujourd'hui Sutomore) et la frontière avec le Monténégro au sud. À proximité, au cap Punta d'Ostro, l'armée autrichienne édifie une forteresse pour surveiller les bouches de Cattaro, l'un des abris de la flotte autrichienne. 
Après la révolution autrichienne de 1848, la Dalmatie est temporairement placée sous l'autorité du ban de Croatie, Josip Jelačić. À partir de 1861, le parlement de Dalmatie (Consiglio dalmatino, Dalmatinski sabor ou Dalmatisch Landtag), où la bourgeoisie d'origine véninitenne était alors majoritaire en raison du vote censitaire, demanda à s'intégrer aux pays autrichiens pour faire barrage aux revendications croates réclamant l'intégration de la Dalmatie dans un royaume triunitaire de Croatie-Slavonie-Dalmatie. 
Les aspirations croates restèrent insatisfaites lors du compromis austro-hongrois de 1867 : le nouveau royaume de Croatie-Slavonie fut attribué à la Transleithanie, tandis que la Dalmatie échut aux territoires autrichiens de la Cisleithanie. Les tensions entre les communautés italophones (vénitiens de Dalmatie) et slavophones (croates et serbes) persistent jusqu'à la fin de la Première Guerre mondiale : la première soutenant l'irrédentisme italien, la seconde celui de l'État des Slovènes, Croates et Serbes.

## Administration
Le royaume de Dalmatie était initialement divisé en quatre « cercles » (Kreise) : Zara, Spalato, Ragusa et Cattaro. Dès 1868, la province comprenait 13 districts (Bezirke) :
- Benkovac
- Cattaro
- Curzola
- Imotski
- Knin
- Lesina
- Macarsca
- Metkovic
- Ragusa
- Sebenico
- Sinj
- Spalato
- Zara

L'empereur d'Autriche et son cabinet impérial-royal étaient représentés par un gouverneur (Statthalter). L'assemblée parlementaire (Landtag de Dalmatie) a été instituée par la Patente de février en 1861.